# Dryptodon olneyi
Dryptodon olneyi là một loài Rêu trong họ Grimmiaceae. Loài này được (Sull.) Ochyra & Żarnowiec mô tả khoa học đầu tiên năm 2003.